# Боби Фарел
Роберто „Боби“ Алфонсо Фарел (Roberto Alfonso Farrell) е известен поп изпълнител и танцьор от близкото минало, най-известен като участник в световноизвестната диско група от 70-те и 80-те години на ХХ век „Бони М“.

## Биография
Роден е на 6 октомври 1949 г. във втория по големина град на остров Аруба Сан Николас. Живее там до навършване на 15-годишната си възраст. След завършване на училище работи като моряк в продължение на 2 години, преди да се установи в Норвегия.
По-късно заминава за Нидерландия, където започва работа като диджей, преди да стане част от проект на продуцента Франк Фариан през 1975 година, който забелязва атрактивното му сценично поведение и го кани да участваства в група Бони М.
Групата прави пробив още през следващата 1976 година след участие в германско телевизионно шоу. Световната слава идва през 1978 г. със сингъла „Rivers of Babylon“, който оглавява класациите в няколко европейски страни. Както обаче по-късно Фариан споделя, Боби Фарел няма почти никакъв вокален принос към хитовете на групата.
Въпреки голямата популярност, след сериозни разногласия с Фериан, през 1981 г. Фарел напуска Бони М, където е заменен от ганаеца Реджи Цибо. През 1984 г. отново се завръща в групата, но две години по-късно пак се разделя с нея..
След напускането на групата създава своя собствена група, която нарича „Bobby Farrell's Boney M“.

## Кончина
Умира на 30 декември 2010 г. в хотел в Санкт Петербург, Русия, от сърдечна недостатъчност. Неговият агент Джон Сейн казва, че Фарел се е оплаквал от проблеми с дишането след участие с групата си предишната вечер.  Тялото на Фарел е открито от персонала на хотела, в който гостува, след като не отговоря на повикване. Погребан е в гробището Зоргвлиед, близо до Амстердам.